# Luxury Liner (album)
Pour les articles homonymes, voir Luxury Liner.
Albums de Emmylou Harris
Elite Hotel
(1975) Quarter Moon in a Ten Cent Town
(1978)
Luxury liner (1977) est le 4e album solo de la chanteuse américaine de country rock, Emmylou Harris.
Il a été 1er au classement des albums de country au Billboard en 1977.

## Titres de l’album
1. "Luxury Liner" (Gram Parsons) – 3:41
2. "Pancho and Lefty" (Townes Van Zandt) – 4:50
3. "Making Believe" (Jimmy Work) – 3:37
4. "You're Supposed to Be Feeling Good" (Rodney Crowell) – 4:01
5. "I'll Be Your San Antone Rose" (Susanna Clark) – 3:43
6. "(You Never Can Tell) C'est la Vie" (Chuck Berry) – 3:27
7. "When I Stop Dreaming" (Ira Louvin/Charlie Louvin) – 3:15
8. "Hello Stranger" [avec Nicolette Larson] (A.P. Carter) – 3:59
9. "She" (Gram Parsons/Chris Ethridge) – 3:15
10. "Tulsa Queen" (Emmylou Harris/Rodney Crowell) – 4:47

Le CD de réédition diffusé en 2004 comprend en outre:
1. "Me and Willie" (Laurie Hyde-Smith) – 5:16
2. "Night Flyer" (avec Delia Bell) (Johnny Mullins) – 3:33

## Musiciens
- Emmylou Harris - voix, guitare
- Brian Ahern - guitare, guitare basse
- Mike Auldridge - dobro, guitare
- Dianne Brooks - voix
- James Burton - guitare
- Rodney Crowell - guitare, voix
- Rick Cunha - guitare
- Hank DeVito - pedal steel guitare
- Emory Gordy - guitare basse
- Glen D. Hardin - piano, claviers, piano
- Nicolette Larson - voix, guitare
- Albert Lee - guitare, mandoline, voix
- Dolly Parton - voix
- Herb Pedersen - banjo, guitare, voix
- Mickey Raphael - harmonica
- Ricky Skaggs - flute, mandoline, violon
- Fayssoux Starling - voix
- John Ware - batterie